# Romy Logsch
Romy Logsch (* 5. Februar 1982 in Riesa) ist eine ehemalige deutsche Bobfahrerin und Leichtathletin.

## Karriere
Bevor Logsch 2007 in den Bobschlitten wechselte, war sie Diskuswerferin. In der Saison 2007 wurde sie neue Stammanschieberin der Bobpilotin Sandra Kiriasis und verdrängte die bisherigen Anschieberinnen Anja Schneiderheinze und Berit Wiacker. Ursprünglich sollte Logsch nur die verletzte Schneiderheinze ersetzen, doch verliefen die Tests so gut, dass Logsch auf Dauer ins Team der Weltklassepilotin Kiriasis wechselte. Schon im ersten gemeinsamen Rennen gewann das Team den Weltcup und die gleichzeitig stattfindende Europameisterschaft in Cortina d’Ampezzo. Auch bei der Qualifikation für die Weltmeisterschaft in St. Moritz konnte sie sich gegen ihre Konkurrentinnen für die Position des Anschiebers durchsetzen. Bei den Weltmeisterschaften konnte das Team Kiriasis/Logsch den Weltmeistertitel in überragender Manier erringen.
In der Saison 2008/09 wechselte Logsch als Anschieberin zu Cathleen Martini, deren Anschieberin Janine Tischer im Gegenzug zu Sandra Kiriasis wechselte.
2010 hatte Logsch zusammen mit Martini, der im vierten Lauf des Olympischen Zweierbobwettkampfes in Vancouver ein Fahrfehler unterlief, einen Unfall, bei dem der Zweierbob umstürzte und Logsch aus dem Bob geschleudert wurde und die Bobbahn hinabrutschte, was alle Medaillenchancen des zuvor auf dem vierten Platz liegenden Teams zunichtemachte. Bei der Bob-Weltmeisterschaft 2011 am Königssee gewann sie mit ihrer Pilotin Martini den Weltmeistertitel. Im September 2012 beendete sie ihre sportliche Karriere.

## Erfolge

### Weltcupsiege
Zweierbob Damen
| Nr. | Datum         | Ort         | Bahn                                    |
| --- | ------------- | ----------- | --------------------------------------- |
| 1.  | 12. Jan. 2007 | Cesana      | Bobbahn Cortina d’Ampezzo 1             |
| 2.  | 17. Feb. 2007 | Winterberg  | Bobbahn Winterberg 1                    |
| 3.  | 7. Dez. 2007  | Park City   | Bobbahn Park City 1                     |
| 4.  | 15. Dez. 2007 | Lake Placid | Olympia-Bobbahn Lake Placid 1           |
| 5.  | 11. Jan. 2008 | Cesana      | Bobbahn Cortina d’Ampezzo 1             |
| 6.  | 26. Jan. 2008 | St. Moritz  | Olympia Bob Run St. Moritz–Celerina 1   |
| 7.  | 13. Nov. 2009 | Park City   | Bobbahn Park City 2                     |
| 8.  | 21. Nov. 2009 | Lake Placid | Olympia-Bobbahn Lake Placid 2           |
| 9.  | 12. Dez. 2009 | Winterberg  | Bobbahn Winterberg 2                    |
| 10. | 9. Jan. 2010  | Königssee   | Kombinierte Kunsteisbahn am Königssee 2 |
| 11. | 16. Jan. 2010 | St. Moritz  | Olympia Bobrun St. Moritz–Celerina 2    |